# Elísa Viðarsdóttir
Elísa Viðarsdóttir (26 maggio 1991) è una calciatrice islandese, difensore del Valur e della nazionale islandese.

## Carriera

### Nazionale
Viðarsdóttir viene convocata dalla federazione calcistica dell'Islanda (Knattspyrnusamband Íslands - KSÍ) per rappresentare la sua nazione nella formazione Under-19, inserita in rosa in occasione della doppia amichevole del 18 e 20 luglio 2009 contro le pari età delle Fær Øer, per poi essere confermata nei successivi incontri validi per le qualificazioni all'Europeo di Macedonia 2010.
Dal 2012 viene chiamata nella nazionale maggiore dal tecnico Sigurður Ragnar Eyjólfsson, in occasione dell'edizione 2012 dell'Algarve Cup, dove debutta il 29 febbraio nell'incontro perso 1-0 con la Germania.
Del 2012 è anche l'unica convocazione nella Under-23, scesa in campo nell'amichevole con le pari età della Scozia del 5 agosto e conclusa con un pareggio con due reti per parte.
Dopo l'Algarve Cup 2012, dove viene impiegata in tre dei quattro incontri giocati dalla sua nazionale, che si classifica all'ottavo posto, le sue convocazioni al torneo portoghese sono regolari, venendo inserita in rosa per le edizioni dal 2013 al 2017, nelle ultime dal CT Freyr Alexandersson, mentre per i tornei ufficiali UEFA sono più sporadiche, debuttando il 6 aprile 2013 sempre sotto la guida del CT Eyjólfsson, nell'amichevole preparatoria all'Europeo di Germania 2013, che lo convinceranno anche a inserirla nella lista, emessa il 24 giugno, delle calciatrici convocate per la fase finale.

## Palmarès

### Club
- Campionato islandese: 3

Valur: 2019, 2021, 2022
- Campionato islandese femminile di seconda divisione: 1

ÍBV Vestmannæyja: 2010
- Supercoppa islandese: 1

ÍBV Vestmannæyja: 2012